# Фінал Кубка Стенлі 2024
Фінал Кубка Стенлі 2024 (англ. Stanley Cup Finals) — 131-й загалом фінал Кубка Стенлі та сезону 2023–2024 у НХЛ між «Едмонтон Ойлерз» та «Флорида Пантерс». Серія відбулась з 8 по 24 червня 2024 року.
Вперше Кубок Стенлі здобув клуб «Флорида Пантерс».

## Арени
| Едмонтон Ойлерз   | БанкАтлантік-центр Роджер Плейсclass=notpageimage\| Арени фіналу Кубка Стенлі 2024 | Флорида Пантерс    |
| Роджер Плейс      | БанкАтлантік-центр Роджер Плейсclass=notpageimage\| Арени фіналу Кубка Стенлі 2024 | БанкАтлантік-центр |
| Місткість: 18 347 | БанкАтлантік-центр Роджер Плейсclass=notpageimage\| Арени фіналу Кубка Стенлі 2024 | Місткість: 19 250  |
|                   | БанкАтлантік-центр Роджер Плейсclass=notpageimage\| Арени фіналу Кубка Стенлі 2024 |                    |

## Шлях до фіналу
| Стадія    | Суперник | Суперник             | Загальний рахунок | Результати матчів                           |
| --------- | -------- | -------------------- | ----------------- | ------------------------------------------- |
| 1-й раунд | ВК1      | «Тампа-Бей Лайтнінг» | 4 − 1             | 3:2, 3:2 (ОТ), 5:3, 3:6, 6:1                |
| 2-й раунд | А2       | «Бостон Брюїнс»      | 4 − 2             | 1:5, 6:1, 6:2, 3:2, 1:2, 2:1                |
| Півфінал  | С1       | «Нью-Йорк Рейнджерс» | 4 − 2             | 3:0, 1:2 (ОТ), 4:5 (ОТ), 3:2 (ОТ), 3:2, 2:1 |

| Стадія    | Суперник | Суперник             | Загальний рахунок | Результати матчів                      |
| --------- | -------- | -------------------- | ----------------- | -------------------------------------- |
| 1-й раунд | Т3       | «Лос-Анджелес Кінгс» | 4 − 1             | 7:4, 4:5 (ОТ), 6:1, 1:0, 4:3           |
| 2-й раунд | Т1       | «Ванкувер Канакс»    | 4 − 3             | 4:5, 4:3 (ОТ), 3:4, 3:2, 2:3, 5:1, 3:2 |
| Півфінал  | Ц1       | «Даллас Старс»       | 4 − 2             | 3:2 (2ОТ), 1:3, 3:5, 5:2, 3:1, 2:1     |

## Серія
| 8 червня 2024 20:00 | Флорида Пантерс | 3 : 0 (1:0, 1:0, 1:0) | Едмонтон Ойлерз | БанкАтлантік-центр, Санрайз Глядачів: 19 543 |

| Протокол                                              | Протокол           | Протокол  | Протокол       | Протокол                        |
| ----------------------------------------------------- | ------------------ | --------- | -------------- | ------------------------------- |
|                                                       | Сергій Бобровський | Голкіпери | Стюарт Скіннер | Арбітри: Ден О’Рурк Стів Козарі |
| Верхейге — 03:59 Родрігес — 22:16 Луостарінен — 59:55 | 1:0 2:0 3:0        |           |                | Арбітри: Ден О’Рурк Стів Козарі |
| 10 хв.                                                | Вилучення          | 8 хв.     |                | Арбітри: Ден О’Рурк Стів Козарі |
| 18                                                    | Кидки              | 32        |                | Арбітри: Ден О’Рурк Стів Козарі |

| 10 червня 2024 20:00 | Флорида Пантерс | 4 : 1 (0:1, 1:0, 3:0) | Едмонтон Ойлерз | БанкАтлантік-центр, Санрайз Глядачів: 19 673 |

| Протокол                                                         | Протокол            | Протокол        | Протокол       | Протокол                    |
| ---------------------------------------------------------------- | ------------------- | --------------- | -------------- | --------------------------- |
|                                                                  | Сергій Бобровський  | Голкіпери       | Стюарт Скіннер | Арбітри: Жан Ебер Кріс Руні |
| Міккола — 29:34 Родрігес — 43:11 Родрігес — 52:26 Екблад — 57:32 | 0:1 1:1 2:1 3:1 4:1 | 11:17 — Екгольм |                | Арбітри: Жан Ебер Кріс Руні |
| 12 хв.                                                           | Вилучення           | 45 хв.          |                | Арбітри: Жан Ебер Кріс Руні |
| 29                                                               | Кидки               | 19              |                | Арбітри: Жан Ебер Кріс Руні |

| 13 червня 2024 20:00 | Едмонтон Ойлерз | 3 : 4 (1:0, 1:0, 1:0) | Флорида Пантерс | Роджер Плейс, Едмонтон Глядачів: 18 347 |

| Протокол                                      | Протокол                    | Протокол                                                          | Протокол           | Протокол                        |
| --------------------------------------------- | --------------------------- | ----------------------------------------------------------------- | ------------------ | ------------------------------- |
|                                               | Стюарт Скіннер              | Голкіпери                                                         | Сергій Бобровський | Арбітри: Стів Козарі Ден О’Рурк |
| Фогел — 21:49 Броберг — 46:02 Маклауд — 54:43 | 0:1 1:1 1:2 1:3 1:4 2:4 3:4 | 18:58 — Райнгарт 29:12 — Тарасенко 33:57 — Беннетт 35:31 — Барков |                    | Арбітри: Стів Козарі Ден О’Рурк |
| 6 хв.                                         | Вилучення                   | 10 хв.                                                            |                    | Арбітри: Стів Козарі Ден О’Рурк |
| 35                                            | Кидки                       | 23                                                                |                    | Арбітри: Стів Козарі Ден О’Рурк |

| 15 червня 2024 20:00 | Едмонтон Ойлерз | 8 : 1 (3:1, 3:0, 2:0) | Флорида Пантерс | Роджер Плейс, Едмонтон Глядачів: 18 347 |

| Протокол | Протокол                            | Протокол          | Протокол                          | Протокол                    |
| --- | ----------------------------------- | ----------------- | --------------------------------- | --------------------------- |
| | Стюарт Скіннер                      | Голкіпери         | Сергій Бобровський Ентоні Столарц | Арбітри: Жан Ебер Кріс Руні |
| Янмарк — 03:11 Генрік — 07:48 Голловей — 14:48 Мак-Девід — 21:13 Нерс — 24:59 Ньюджент-Гопкінс — 33:03 Голловей — 54:11 Маклауд — 56:41 | 1:0 2:0 2:1 3:1 4:1 5:1 6:1 7:1 8:1 | 11:26 — Тарасенко |                                   | Арбітри: Жан Ебер Кріс Руні |
| 8 хв. | Вилучення                           | 12 хв.            |                                   | Арбітри: Жан Ебер Кріс Руні |
| 35 | Кидки                               | 33                |                                   | Арбітри: Жан Ебер Кріс Руні |

| 18 червня 2024 20:00 | Флорида Пантерс | 3 : 5 (0:1, 2:3, 1:1) | Едмонтон Ойлерз | БанкАтлантік-центр, Санрайз Глядачів: 19 956 |

| Протокол                                              | Протокол                        | Протокол                                                                       | Протокол       | Протокол                        |
| ----------------------------------------------------- | ------------------------------- | ------------------------------------------------------------------------------ | -------------- | ------------------------------- |
|                                                       | Сергій Бобровський              | Голкіпери                                                                      | Стюарт Скіннер | Арбітри: Стів Козарі Ден О’Рурк |
| Верхейге — 03:59 Родрігес — 22:16 Луостарінен — 59:55 | 0:1 0:2 0:3 1:3 1:4 2:4 3:4 3:5 | 05:30 — Браун 21:58 — Гайман 25:00 — Мак-Девід 31:54 — Перрі 59:41 — Мак-Девід |                | Арбітри: Стів Козарі Ден О’Рурк |
| 12 хв.                                                | Вилучення                       | 8 хв.                                                                          |                | Арбітри: Стів Козарі Ден О’Рурк |
| 32                                                    | Кидки                           | 24                                                                             |                | Арбітри: Стів Козарі Ден О’Рурк |

| 21 червня 2024 20:00 | Едмонтон Ойлерз | 5 : 1 (1:0, 2:0, 2:1) | Флорида Пантерс | Роджер Плейс, Едмонтон Глядачів: 18 347 |

| Протокол                                                                 | Протокол                | Протокол       | Протокол           | Протокол                    |
| ------------------------------------------------------------------------ | ----------------------- | -------------- | ------------------ | --------------------------- |
|                                                                          | Стюарт Скіннер          | Голкіпери      | Сергій Бобровський | Арбітри: Жан Ебер Кріс Руні |
| Фогел — 07:27 Генрік — 20:46 Гайман — 38:20 Маклауд — 56:45 Нерс — 56:57 | 1:0 2:0 3:0 3:1 4:1 5:1 | 41:28 — Барков |                    | Арбітри: Жан Ебер Кріс Руні |
| 18 хв.                                                                   | Вилучення               | 16 хв.         |                    | Арбітри: Жан Ебер Кріс Руні |
| 21                                                                       | Кидки                   | 21             |                    | Арбітри: Жан Ебер Кріс Руні |

| 24 червня 2024 20:00 | Флорида Пантерс | 2 : 1 (1:1, 1:0, 0:0) | Едмонтон Ойлерз | БанкАтлантік-центр, Санрайз Глядачів: 19 939 |

| Протокол                          | Протокол           | Протокол       | Протокол       | Протокол                        |
| --------------------------------- | ------------------ | -------------- | -------------- | ------------------------------- |
|                                   | Сергій Бобровський | Голкіпери      | Стюарт Скіннер | Арбітри: Стів Козарі Ден О’Рурк |
| Верхейге — 04:27 Райнгарт — 35:11 | 1:0 1:1 2:1        | 06:44 — Янмарк |                | Арбітри: Стів Козарі Ден О’Рурк |
| 2 хв.                             | Вилучення          | 4 хв.          |                | Арбітри: Стів Козарі Ден О’Рурк |
| 21                                | Кидки              | 24             |                | Арбітри: Стів Козарі Ден О’Рурк |

| Володар Кубка Стенлі 2024    |
| ---------------------------- |
| Флорида Пантерс перший титул |

## Володарі Кубка Стенлі
| Голкіпери: - 41 Ентоні Столарц - 72 Сергій Бобровський | Захисники: - 5 Аарон Екблад — А - 7 Дмитро Куликов - 28 Джош Магура - 42 Густав Форслінг - 62 Брендон Монтур - 77 Ніко Міккола - 91 Олівер Екман-Ларссон | Крайні нападники: - 8 Кайл Окпосо - 10 Володимир Тарасенко - 12 Джона Гаджович - 19 Метью Ткачук — А - 94 Раян Ломберг | Центральні нападники: - 9 Сем Беннетт - 13 Сем Райнгарт - 15 Антон Лунделл - 16 Олександр Барков — К - 17 Еван Родрігес - 18 Стівен Лоренц - 21 Нік Казінс - 23 Картер Верхейге - 27 Еету Луостарінен - 82 Кевін Стенлунд | Головний тренер: - Пол Моріс |